# 河野玄太
河野 玄太（こうの げんた、1984年9月17日 - ）は、日本のシンガーソングライター。北海道札幌市出身・在住。2011年にロックバンドC.I.Projectのvocalとして全国デビュー。2015年に活動休止後、翌年2016年3月にソロでメジャー・デビュー。自身の活動と並行し、ソングライターとしても活動。数多くの楽曲を提供している。

2014年に野球殿堂入り(特別表彰)をした相田暢一は伯父にあたる。

## 略歴
- 2004年〜2008年
  - バンド「JUNKLAND」として活動[3]
  - STV主催ライブ「ライブスピカ」にてグランプリ獲得[4]
  - Zepp Nagoya「World Indies Festival 2006 Final」出演。
  - 東京morph-Tokyo「GO GO SUMMIT Vol.5」に北海道代表として出演。
  - NTT DOCOMO&WESS 主催コンテスト「Indies Punch」にて優勝。
- 2010年
  - 12月2日、河野玄太 1st Single「finally」リリース。
- 2011年
  - 4月17日、札幌 KRAPS HALL 「河野玄太ワンマンライブ『finally』」を実施。同日、バンド「C.I.Project」結成を発表。
  - 4月、 FMしろいし にてレギュラー番組「C.I.Project 河野玄太のゲンタラジオ」開始。
  - 8月5日、1st Single「スペシャルデイズ」リリース。
  - TRIPLANE、吉川典雄と手を組み、東日本大震災チャリティライブ『吉川 Family Presents「僕らの街から」』開催。不定期で現在も継続中。
- 2013年
  - 11月、 北海道教育委員会「親力 つむぎ事業」キャンペーンソング 「そだてみち」を制作。無料配信した[5]。
- 2014年
  - 4月16日、C.I.Project 1st Album「C.」リリース。
  - 9月24日、C.I.Project 2nd Single「Love Story.」リリース。
  - 12月5日、C.I.Project 3rd Single「Northern X'mas」リリース。
- 2015年
  - 4月、FMくしろにてレギュラー番組「C.I.Project河野玄太の946Project」開始。
  - 7月11日、札幌 Sound Lab mole でのライブをもって所属バンドC.I.Projectが活動休止。
  - 11月1日、2nd Single「Northern X'mas」を河野玄太ソロ名義にし、新装版として再リリース。
- 2016年
  - 2月12日-14日、「JAPAN EXPO IN THAILAND 2016」に出演[6]。
  - 3月16日、3rd Single「App」リリース。
  - 4月、 FMくしろにてレギュラー番組「河野玄太の946Project」開始。
  - 6月8日、1st MiniAlbum「AKETA CLOSET」リリース。
- 2017年
  - 4月26日、「サトシン訳 1曲でわかる！日本むかしばなし」リリース。
  - 6月10日、配信限定 4th Single「leon / uji」リリース。
- 2022年
  - 4月1日、FMくしろにてレギュラー番組「河野玄太の徒然なるままにひぐらし」開始。
  - 5月14日、学童保育施設「キッズグロー宮の森校」テーマソング「キッズグロー」を発表[7]。
  - 9月27日、STVラジオ「まるごと!エンタメ〜ション」火曜日レギュラー。

## ディスコグラフィー

### シングル
1.「finally」（2010年12月2日）
1. finally
2. はるか
3. いつもの夜

2.「Northern X'mas」（2015年11月1日）
1. Northern X'mas
2. Northern X'mas(karaoke)
3. Northern X'mas(music box)
4. World of the heart

3.「App」（2016年3月16日）
1. App
2. 誓いと影

4.「leon」（2017年6月10日/配信限定）
1. leon
2. uji

### ミニアルバム
1.「AKETA CLOSET」（2016年6月8日）
1. App
2. Hey Hey
3. Switch
4. レザーリング
5. ユメノヒミツ
6. 君との未来

### アルバム(その他)
1.「サトシン訳 1曲でわかる!日本むかしばなし」（2017年4月26日）全作詞：サトシン
1. つるのおんがえし
作曲：八木雄一　★ネオジャパネスク
2. はなさかじいさん
作曲：河野玄太　★ハイエナジー
3. うらしまたろう
作曲：河野玄太　★レゲエポップ
4. ももたろう
作曲：八木雄一　★ヒーローソング風
5. したきりすずめ
作曲：河野玄太　★ヘヴィメタル
6. かちかちやま
作曲：八木雄一　★ユーロディスコ
7. かもとりごんべえ
作曲：河野玄太　★ミディアムカントリー
8. おむすびころりん
作曲：河野玄太　★ファンク
9. さるかにがっせん
作曲：八木雄一　★フラメンコ
10. わらしべちょうじゃ
作曲：八木雄一　★ビッグバンド
11. おとなからきみへ (BONUS TRACK)
作曲・編曲：河野玄太　★エールソング

## メディア

### ラジオ
過去
- 「C.I.Project 河野玄太のゲンタラジオ」（FMしろいし With-s、2011年4月-2015年6月）
- 「C.I.Project河野玄太の946Project」（FMくしろ、2015年4月-2016年3月）
- 「河野玄太の946Project」（FMくしろ、2016年4月-2022年3月）

現在
- 「河野玄太の徒然なるままにひぐらし」（FMくしろ、2022年4月-）
- 「まるごと!エンタメ〜ション」（STVラジオ、2022年9月-）

### テレビ
- 「熱烈!ホットサンド!Z」（STV、2016年8月4日）

## タイアップ / パワープレイ
| 曲名                               | タイアップ | パワープレイ                                                                              |
| ---------------------------------- | --- | ----------------------------------------------------------------------------------------- |
| 「はるか」                         | - | 2010年5月・FMしろいし                                                                     |
| 「スペシャルデイズ」 (C.I.Project) | 2012アルバイト北海道「ハルバイトキャンペーン」CMソング 2012ポータルサイト｢とくナビsapporo｣CMソング | 2011年8月・FMしろいし 2011年9月・FM小樽                                                   |
| 「明日へ」 (C.I.Project)           | 朝日サービス CMソング 「『北海道バーバリアンズ』ラグビーアンドスポーツクラブ」PV タイのテレビ番組 Channel5「Tadaima」テーマソング キタマルシェ CMソング 2014年4月・テレビ北海道 『BBR』 OPテーマ 2014年4月・テレビ北海道 『Do!ろーかる』 OPテーマ |                                                                                           |
| 「Wave」 (C.I.Project)             | 北海道ドリームクイズ2014年度番組ダイジェスト | 2014年4月・FMしろいし                                                                     |
| 「Love Story.」 (C.I.Project)      | | 2014年10月・FMしろいし                                                                    |
| 「そだてみち」 (C.I.Project)       | 北海道教育委員会「親力 つむぎ事業」キャンペーンソング |                                                                                           |
| 「Link」                           | 世界女子カーリング選手権札幌大会2015イメージソング |                                                                                           |
| 「App」                            | タイのテレビ番組「SUGOI JAPAN」EDテーマ | 2016年3月・FM JAGA ヘヴィー・ローテション 2016年3月・FMくしろ 2016年3月・HBCラジオ 推薦曲 |
| 「hey hey」                        | 札幌テレビ放送「熱烈!ホットサンド!」OPテーマ |                                                                                           |
| 「あゆむきみへ」                   | 202316年1月・STVラジオ ほっかいどうターニングソング |                                                                                           |